# 82-й пограничный отряд войск НКВД
82-й пограничный отряд войск НКВД — соединение пограничных войск НКВД СССР, принимавшее участие в Великой Отечественной войне.

## История
Сформирован в 1939 году в составе войск НКВД Мурманского пограничного округа.
На 22 июня 1941 года отряд, насчитывая 1065 человек личного состава, находился на обороне на самом северном участке советской государственной границы на Кольском полуострове между мурманско — киркенесским и кандалакшско — рованиемским направлениями, занимая рубеж общей протяжённостью свыше 200 километров.
В состав отряда входили 1-я пограничная комендатура в составе 1-й резервной пограничной заставы, 1-й — 4-й пограничных застав, 2-я пограничная комендатура (посёлок Лутто) и 2-я резервная пограничная застава в составе 5-й — 8-й пограничных застав, 3-я пограничная комендатура и 3-я резервная пограничная застава в составе 9-й — 12-й пограничных застав. Входил в состав Управления пограничных войск НКВД Мурманского пограничного округа.
С 21 марта 1939 года штаб отряда находился в Мурмашах. В апреле 1939 года управление, штаб, политчасть и службы отряда были передислоцированы в посёлок Рестикент.
В составе действующей армии с 22 июня 1941 по 30 ноября 1941 года.
Между мурманским и кандалакшским направлениями это была единственная часть советских вооружённых сил. Вступил в бои 27 июня 1941 года со сводным батальоном финских пограничников «Петсамо», который наступал южнее сил корпуса «Норвегия». Финский батальон перешёл границу, оттеснив 6-ю и 7-ю заставы погранотряда, и 29 июня 1941 года занял населённый пункт Лутто, после чего вышел в район устья реки Лотта, углубившись на территорию СССР на расстояние до 55 километров. После этого силы 2-й и 3-й пограничных комендатур были сосредоточены в посёлке Рестикент, с задачей организовать оборону, остановить продвижение противника, а в последующем уничтожить его. В отряде в том числе из личного состава отошедших от границы застав был сформирован сводный отряд в составе трёх стрелковых рот, пулемётного взвода, сапёрного взвода и взвода связи, численностью в 347 человек.. В течение июля-августа 1941 года отряд вёл бои с финским сводным отрядом (к тому времени действовавшем в тылу советских войск), вынудив его остановиться, а затем и отойти за линию границы.
В сентябре 1941 года отряд (как и все остальные пограничные части Мурманского пограничного округа) был снят с передовых позиций, отведён в тыловой район и был перенацелен на ведение диверсионных действий в тылу противника по специальному плану, одновременно осуществляя задачи охраны тыла района боевых действий. Из отряда была выделена рота численностью в 125 человек, для ведения партизанской войны с задачей уничтожения гарнизонов противника, баз, транспорта, средств связи, захвата пленных. Осуществляя внезапные налёты на тыловые части противника, отряд держал противника в постоянном напряжении и не позволял ему осуществлять диверсии в советском тылу.
30 ноября 1941 года переформирован в 82-й пограничный полк войск НКВД.

## Командиры
- майор Налётов Пётр Иванович